# 失喇
失喇，也作失剌，蒙古人，元朝末年任甘肃行省郎中，后于洪武四年（1371年）归附明朝，在今青海乐都一带驻牧听调，是明朝阿土司家族的始祖，被视为土族第一代阿土司。

## 生平
失喇本为蒙古人，据明代火原洁《华夷译语》记载“土曰石喇”，“失喇”一名可能含义为土。失喇之子把尔加曾被授为小旗，而把尔加之子阿吉因战功被授位百户。自阿吉开始，该家族以“阿”为姓，因此被称为“阿土司”。失喇后世子孙分属于汉族、土族、蒙古族和藏族等多个民族。